# Sara Kolak
Sara Kolak (Ludbreg, 22 de junho de 1995) é uma atleta croata especialista no lançamento de dardo, campeã olímpica.
Representou a Croácia na Rio 2016; após se qualificar para as finais, conseguiu a medalha de ouro com 66,18m, novo recorde nacional croata.